# Matt Letscher
Matt Letscher (Grosse Pointe, 26 juni 1970) is een Amerikaans acteur.

## Carrière
Letscher speelde mee in tal van televisieseries en enkele films waaronder The Mask of Zorro, Nothing Is Private, Amish Grace en 13 Hours: The Secret Soldiers of Benghazi. Hij speelde ook de rol van Eobard Thawne / Reverse-Flash in The Flash en DC's Legends of Tomorrow. Hij ontving twee nominaties maar kon geen van beide verzilveren.

## Filmografie

### Films
| Jaar | Film                                      | Rol                         |
| ---- | ----------------------------------------- | --------------------------- |
| 1993 | Gettysburg                                | Young 2nd Maine Man         |
| 1994 | Long Shadows                              | Nathan                      |
| 1994 | Not This Part of the World                | /                           |
| 1995 | Prehysteria! 3                            | Needlemeyer                 |
| 1995 | Stolen Innocence                          | Eddie                       |
| 1996 | Power 98                                  | Eddie                       |
| 1997 | Lovelife                                  | Danny                       |
| 1998 | The Mask of Zorro                         | Capt. Harrison Love         |
| 1999 | Love American Style                       | Ned                         |
| 2000 | John John in the Sky                      | John Clairborne             |
| 2000 | The Beach Boys: An American Family        | Mike Love                   |
| 2001 | Madison                                   | Owen                        |
| 2001 | Jackie, Ethel, Joan: The Women of Camelot | Ted Kennedy                 |
| 2001 | When Billie Beat Bobby                    | Larry King                  |
| 2001 | This Could Work                           | /                           |
| 2001 | Count Me In                               | David                       |
| 2002 | Super Sucker                              | Howard Butterworth          |
| 2002 | King of Texas                             | Emmett Westover             |
| 2003 | Gods and Generals                         | Col. Adelbert Ames          |
| 2003 | Identity                                  | Assistant District Attorney |
| 2004 | Straight-Jacket                           | Guy Stone                   |
| 2005 | Heart of the Beholder                     | Mike Howard                 |
| 2005 | Fertile Ground                            | Dr. Mark Bloom              |
| 2006 | 52 Fights                                 | Matt                        |
| 2007 | Nothing Is Private                        | Gil Hines                   |
| 2010 | Amish Grace                               | Gideon Graber               |
| 2010 | Radio Free Albemuth                       | Mr. Brady                   |
| 2010 | Awkward Situations for Men                | /                           |
| 2012 | War of the Worlds: Goliath                | Capt. Manfred von Richtofen |
| 2013 | Devil's Knot                              | Paul Ford                   |
| 2013 | Her                                       | Charles                     |
| 2014 | Teacher of the Year                       | Mitch Carter                |
| 2015 | Day Out of Days                           | Jason                       |
| 2015 | The Perfect Stanleys                      | Matt                        |
| 2016 | 13 Hours: The Secret Soldiers of Benghazi | Ambassador Chris Stevens    |
| 2019 | Countdown                                 | Charlie                     |

### Series
| Jaar      | Serie                                | Rol                             | Extra        |
| --------- | ------------------------------------ | ------------------------------- | ------------ |
| 1993      | Saved by the Bell: The College Years | Rick                            | 1 afl.       |
| 1994      | Dr. Quinn, Medicine Woman            | Tom Jennings                    | 1 afl.       |
| 1994      | The Larry Sanders Show               | Daniel Pryor                    | 1 afl.       |
| 1994      | Ellen                                | Steven Morgan                   | 1 afl.       |
| 1994-1995 | Silk Stalkings                       | Jeff Chadwick / Harley Eastlake | 2 afl.       |
| 1995      | Vanishing Son                        | Frank                           | 1 afl.       |
| 1994-1997 | Almost Perfect                       | Rob Paley                       | 34 afl.      |
| 1996      | Townies                              | Bill                            | 1 afl.       |
| 1998      | Living in Captivity                  | Will Marek                      | 8 afl.       |
| 1999      | NYPD Blue                            | John Leary                      | 1 afl.       |
| 2000      | The Beach Boys: An American Family   | Mike Love                       | 2 afl.       |
| 2002      | Providence                           | Kevin Norris                    | 3 afl.       |
| 2002-2004 | Good Morning, Miami                  | Gavin Stone                     | 34 afl.      |
| 2004-2005 | Joey                                 | Eric Garrett                    | 5 afl.       |
| 2005      | Criminal Minds                       | Vincent Shyer                   | 1 afl.       |
| 2006      | The West Wing                        | Mr. Blake - U.S. Attorney       | 1 afl.       |
| 2006      | Saved                                | Robbie Cole                     | 1 afl.       |
| 2006      | Justice                              | Will Bechtel                    | 1 afl.       |
| 2006-2007 | The New Adventures of Old Christine  | Burton Schaefer                 | 5 afl.       |
| 2007      | Boston Legal                         | A.D.A. Adam Mersel              | 1 afl.       |
| 2007      | CSI: Miami                           | Dr. Mike Lasker                 | 1 afl.       |
| 2008-2009 | Eli Stone                            | Nathan Stone                    | 26 afl       |
| 2009      | The Hustler                          | Dad                             | 1 afl.       |
| 2009      | Entourage                            | Dan Coakley                     | 3 afl.       |
| 2009      | Medium                               | Dr. Erik Westphal               | 1 afl.       |
| 2009-2010 | Brothers & Sisters                   | Alec Tyler                      | 5 afl.       |
| 2010      | Drop Dead Diva                       | A.J. Fowler                     | 1 afl.       |
| 2011      | The Good Wife                        | Adam Boras                      | 1 afl.       |
| 2011      | Pound Puppies                        | Hunky Man / Ticket Seller / Ref | 1 afl., stem |
| 2012      | Bent                                 | Ben                             | 5 afl.       |
| 2012-2013 | Scandal                              | Billy Chambers                  | 8 afl.       |
| 2013-2014 | The Carrie Diaries                   | Tom Bradshaw                    | 26 afl.      |
| 2014      | Boardwalk Empire                     | Joseph P. Kennedy               | 4 afl.       |
| 2014      | CSI: Crime Scene Investigation       | Major Bernard Mills             | 1 afl.       |
| 2014-2015 | Castle                               | Henry Jenkins                   | 3 afl.       |
| 2014-2016 | One & Done                           | Matthew                         | 7 afl.       |
| 2015      | The Exes                             | Charles Hayward                 | 2 afl.       |
| 2015-2021 | The Flash                            | Eobard Thawne / Reverse-Flash   | 6 afl.       |
| 2016-2017 | Dads in Parks                        | zichzelf                        | 2 afl.       |
| 2016-2017 | DC's Legends of Tomorrow             | Eobard Thawne / Reverse-Flash   | 12 afl.      |
| 2018-2021 | Narcos: Mexico                       | James Kuykendall                | 12 afl.      |
| 2018-2020 | Will & Grace                         | James Wise                      | 3 afl.       |
| 2020      | The Alienist                         | William Randolph Hearst         | 6 afl.       |

### Videogames
| Jaar | Game       | Rol           | Extra |
| ---- | ---------- | ------------- | ----- |
| 2010 | BioShock 2 | Minerva's Den | stem  |

### Prijzen en nominaties
| Jaar | Prijs                           | Categorie                        | Film/Serie        | Resultaat   |
| ---- | ------------------------------- | -------------------------------- | ----------------- | ----------- |
| 1999 | Blockbuster Entertainment Award | Favorite Villain                 | The Mask of Zorro | Genomineerd |
| 2011 | MovieGuide Awards               | Most Inspiring Television Acting | Amish Grace       | Genomineerd |

- Gemeinsame Normdatei: 1153371081
- International Standard Name Identifier: 0000 0000 4426 093X
- Library of Congress Control Number: no2003079329
- Nationale Bibliotheek van Israël: 987007444545305171
- Système universitaire de documentation: 244427909
- Virtual International Authority File: 56305637
- WorldCat: E39PBJqQwjbTRMcmXfbyYBYHG3